# Mille-Îles (circonscription provinciale)
Pour les articles homonymes, voir Mille Îles.
Circonscription électorale provinciale du Canada
Mille-Îles est une circonscription électorale québécoise située dans l'est de la ville de Laval. Elle comprend les quartiers de Saint-François, Saint-Vincent-de-Paul et Duvernay, à l'exception de sa partie ouest.  

## Historique
La circonscription de Mille-Îles a été créé lors de la refonte électorale de 1972. Elle comprenait la presque totalité de la circonscription de Laval, dont le nom a dès lors désigné une nouvelle circonscription située à l'autre extrémité de l'île Jésus. En 1980, la superficie de Mille-Îles est diminuée par le déplacement de sa limite ouest en direction de l'est, contribuant ainsi au territoire des nouvelles circonscriptions de Vimont et Laval-des-Rapides. Puis en 1992, Mille-Îles regagne un peu du territoire de Vimont dans la partie nord-est de celle-ci, puis un peu plus en 2001. En 2011, la circonscription est diminuée de tout le territoire qu'elle avait gagné sur Vimont depuis 1992, et un peu plus . 

## Territoire et limites
Le territoire de la circonscription de Mille-Îles comprend toute la partie Est de la ville de Laval, délimitée à l'ouest par l'autoroute Papineau (autoroute 19), l'avenue Papineau, une ligne à haute tension, la montée Saint-François, l'avenue des Perron, le boulevard Sainte-Marie et son prolongement.

## Liste des députés
| Législature                   | Années       | Député               | Député              | Parti           |
| ----------------------------- | ------------ | -------------------- | ------------------- | --------------- |
| Mille-Îles Créée depuis Laval |              |                      |                     |                 |
| 30e                           | 1973–1976    |                      | Bernard Lachance    | Libéral         |
| 31e                           | 1976–1981    |                      | Guy Joron           | Parti québécois |
| 32e                           | 1981–1985    | Jean-Paul Champagne  |                     | Parti québécois |
| 33e                           | 1985–1989    |                      | Jean-Pierre Bélisle | Libéral         |
| 34e                           | 1989–1994    |                      | Jean-Pierre Bélisle | Libéral         |
| 35e                           | 1994–1998    |                      | Lyse Leduc          | Parti québécois |
| 36e                           | 1998–2003    |                      | Lyse Leduc          | Parti québécois |
| 37e                           | 2003–2007    |                      | Maurice Clermont    | Libéral         |
| 38e                           | 2007–2008    |                      | Maurice Clermont    | Libéral         |
| 39e                           | 2008–2012    | Francine Charbonneau |                     | Libéral         |
| 40e                           | 2012–2014    | Francine Charbonneau |                     | Libéral         |
| 41e                           | 2014–2018    | Francine Charbonneau |                     | Libéral         |
| 42e                           | 2018–2022    | Francine Charbonneau |                     | Libéral         |
| 43e                           | 2022–présent | Virginie Dufour      |                     | Libéral         |

## Résultats électoraux

### Évolution pour les principaux partis
| |
| - Parti libéral - Parti québécois - Créditiste (ancien) - Union nationale (ancien) - Action démocratique (ancien) - Québec solidaire - Coalition avenir - Parti conservateur |

### Résultats détaillés
|                                                                                             | Nom                    | Parti            | Nombre de voix | %      | Maj. |
| ------------------------------------------------------------------------------------------- | ---------------------- | ---------------- | -------------- | ------ | ---- |
|                                                                                             | Virginie Dufour        | Libéral          | 9 522          | 32,4 % | 425  |
|                                                                                             | Julie Séide            | Coalition avenir | 9 097          | 30,9 % | -    |
|                                                                                             | Guillaume Lajoie       | Québec solidaire | 3 789          | 12,9 % | -    |
|                                                                                             | Michel Lachance        | Parti québécois  | 3 551          | 12,1 % | -    |
|                                                                                             | Ange Claude Bigilimana | Conservateur     | 3 105          | 10,6 % | -    |
|                                                                                             | Bianca Jitaru          | Vert             | 346            | 1,2 %  | -    |
| Total                                                                                       | Total                  | Total            | 29 410         | 100 %  |      |
| Le taux de participation lors de l'élection était de 67 % et 363 bulletins ont été rejetés. |                        |                  |                |        |      |

|                                                                                               | Nom                             | Parti            | Nombre de voix | %      | Maj.  |
| --------------------------------------------------------------------------------------------- | ------------------------------- | ---------------- | -------------- | ------ | ----- |
|                                                                                               | Francine Charbonneau (sortante) | Libéral          | 10 408         | 35,8 % | 1 206 |
|                                                                                               | Mauro Barone                    | Coalition avenir | 9 202          | 31,7 % | -     |
|                                                                                               | Michel Lachance                 | Parti québécois  | 4 378          | 15,1 % | -     |
|                                                                                               | Jean Trudelle                   | Québec solidaire | 3 711          | 12,8 % | -     |
|                                                                                               | Alain Joseph                    | Vert             | 822            | 2,8 %  | -     |
|                                                                                               | Dwayne Cappelletti              | Parti libre      | 403            | 1,4 %  | -     |
|                                                                                               | Jason D'Aoust                   | Bloc pot         | 134            | 0,5 %  | -     |
| Total                                                                                         | Total                           | Total            | 29 058         | 100 %  |       |
| Le taux de participation lors de l'élection était de 66,5 % et 439 bulletins ont été rejetés. |                                 |                  |                |        |       |

|                                                                                               | Nom                            | Parti            | Nombre de voix | %      | Maj.  |
| --------------------------------------------------------------------------------------------- | ------------------------------ | ---------------- | -------------- | ------ | ----- |
|                                                                                               | Francine Charbonneau (sortant) | Libéral          | 16 499         | 50,5 % | 8 160 |
|                                                                                               | Djemila Benhabib               | Parti québécois  | 8 339          | 25,5 % | -     |
|                                                                                               | Sylvain Loranger               | Coalition avenir | 5 757          | 17,6 % | -     |
|                                                                                               | Anik Paradis                   | Québec solidaire | 1 545          | 4,7 %  | -     |
|                                                                                               | Bianca Jitaru                  | Vert             | 348            | 1,1 %  | -     |
|                                                                                               | David Mirabella                | Conservateur     | 98             | 0,3 %  | -     |
|                                                                                               | Maël Rieussec                  | Option nationale | 84             | 0,3 %  | -     |
| Total                                                                                         | Total                          | Total            | 32 670         | 100 %  |       |
| Le taux de participation lors de l'élection était de 77,3 % et 417 bulletins ont été rejetés. |                                |                  |                |        |       |

|                                                                                               | Nom                            | Parti            | Nombre de voix | %      | Maj.  |
| --------------------------------------------------------------------------------------------- | ------------------------------ | ---------------- | -------------- | ------ | ----- |
|                                                                                               | Francine Charbonneau (sortant) | Libéral          | 11 946         | 37,4 % | 1 797 |
|                                                                                               | Robert Carrier                 | Parti québécois  | 10 149         | 31,8 % | -     |
|                                                                                               | Jean Prud'homme                | Coalition avenir | 7 467          | 23,4 % | -     |
|                                                                                               | Nicole Bellerose               | Québec solidaire | 1 511          | 4,7 %  | -     |
|                                                                                               | Alain Sénécal                  | Option nationale | 354            | 1,1 %  | -     |
|                                                                                               | Henrico Negro                  | Vert             | 343            | 1,1 %  | -     |
|                                                                                               | Régent Millette                | Indépendant      | 122            | 0,4 %  | -     |
|                                                                                               | Carlos Silva                   | Union citoyenne  | 54             | 0,2 %  | -     |
| Total                                                                                         | Total                          | Total            | 31 946         | 100 %  |       |
| Le taux de participation lors de l'élection était de 77,6 % et 342 bulletins ont été rejetés. |                                |                  |                |        |       |

|                                                                                               | Nom                   | Parti               | Nombre de voix | %      | Maj.  |
| --------------------------------------------------------------------------------------------- | --------------------- | ------------------- | -------------- | ------ | ----- |
|                                                                                               | Francine Charbonneau  | Libéral             | 15 628         | 46,8 % | 3 456 |
|                                                                                               | Donato Centomo        | Parti québécois     | 12 172         | 36,4 % | -     |
|                                                                                               | Pierre Tremblay       | Action démocratique | 3 585          | 10,7 % | -     |
|                                                                                               | Maude Delangis        | Vert                | 905            | 2,7 %  | -     |
|                                                                                               | Nicole Bellerose      | Québec solidaire    | 901            | 2,7 %  | -     |
|                                                                                               | Isabelle Gérin-Lajoie | Indépendant         | 186            | 0,6 %  | -     |
|                                                                                               | Régent Millette       | Indépendant         | 44             | 0,1 %  | -     |
| Total                                                                                         | Total                 | Total               | 33 421         | 100 %  |       |
| Le taux de participation lors de l'élection était de 60,7 % et 523 bulletins ont été rejetés. |                       |                     |                |        |       |

|                                                                                               | Nom                        | Parti               | Nombre de voix | %      | Maj.  |
| --------------------------------------------------------------------------------------------- | -------------------------- | ------------------- | -------------- | ------ | ----- |
|                                                                                               | Maurice Clermont (sortant) | Libéral             | 15 978         | 38,7 % | 4 648 |
|                                                                                               | Pierre Tremblay            | Action démocratique | 11 330         | 27,5 % | -     |
|                                                                                               | Maude Delangis             | Parti québécois     | 11 159         | 27,1 % | -     |
|                                                                                               | Christian Lajoie           | Vert                | 1 511          | 3,7 %  | -     |
|                                                                                               | Nicole Bellerose           | Québec solidaire    | 1 169          | 2,8 %  | -     |
|                                                                                               | Régent Millette            | Indépendant         | 96             | 0,2 %  | -     |
| Total                                                                                         | Total                      | Total               | 41 243         | 100 %  |       |
| Le taux de participation lors de l'élection était de 75,9 % et 402 bulletins ont été rejetés. |                            |                     |                |        |       |

|                                                                                               | Nom              | Parti                 | Nombre de voix | %      | Maj.  |
| --------------------------------------------------------------------------------------------- | ---------------- | --------------------- | -------------- | ------ | ----- |
|                                                                                               | Maurice Clermont | Libéral               | 19 924         | 50,2 % | 5 591 |
|                                                                                               | Maude Delangis   | Parti québécois       | 14 333         | 36,1 % | -     |
|                                                                                               | Gerry La Rocca   | Action démocratique   | 5 093          | 12,8 % | -     |
|                                                                                               | Christian Lajoie | Sans désignation      | 244            | 0,6 %  | -     |
|                                                                                               | Régent Millette  | Démocratie chrétienne | 113            | 0,3 %  | -     |
| Total                                                                                         | Total            | Total                 | 39 707         | 100 %  |       |
| Le taux de participation lors de l'élection était de 76,1 % et 581 bulletins ont été rejetés. |                  |                       |                |        |       |